# Ameixa d'Elvas

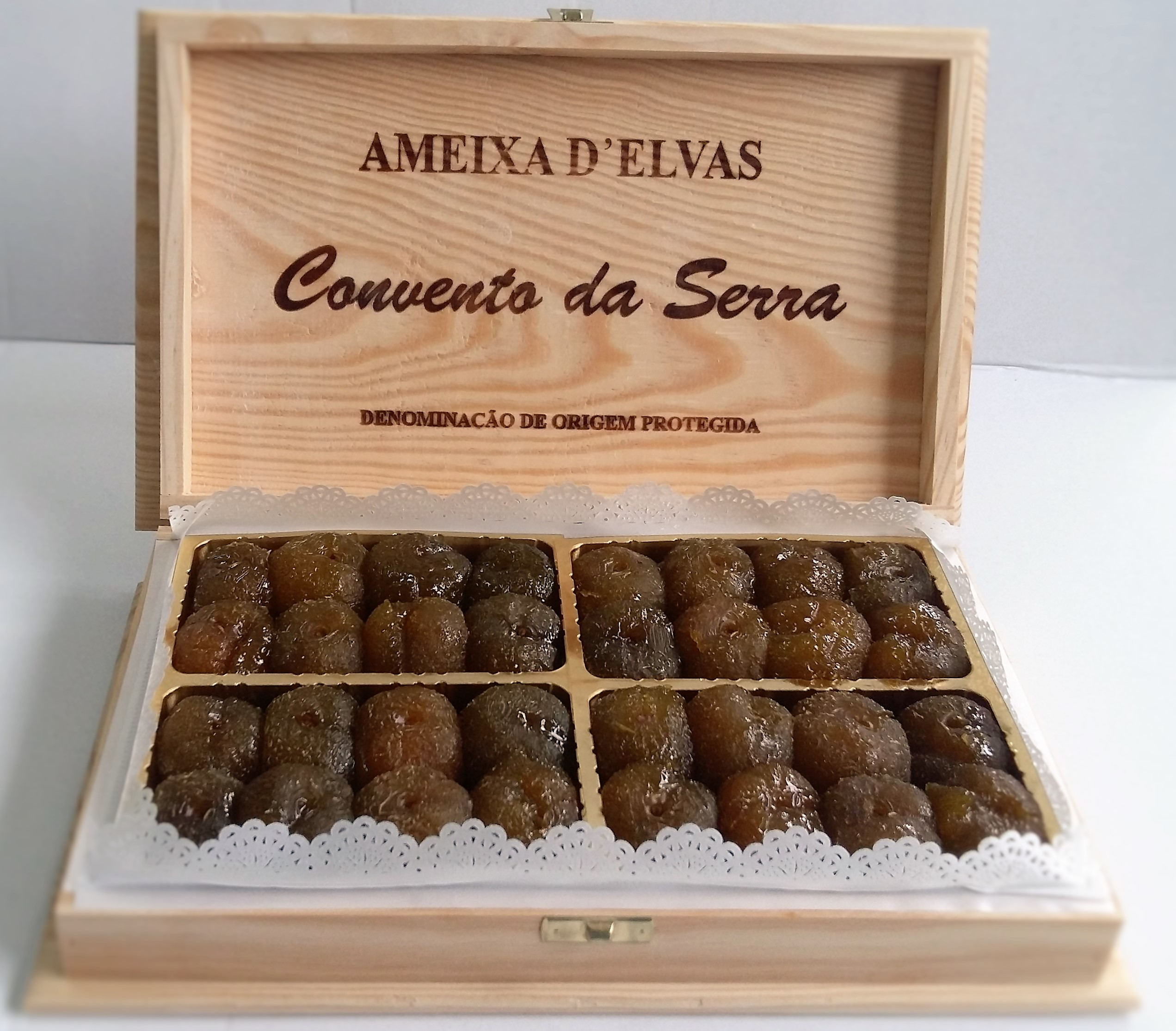

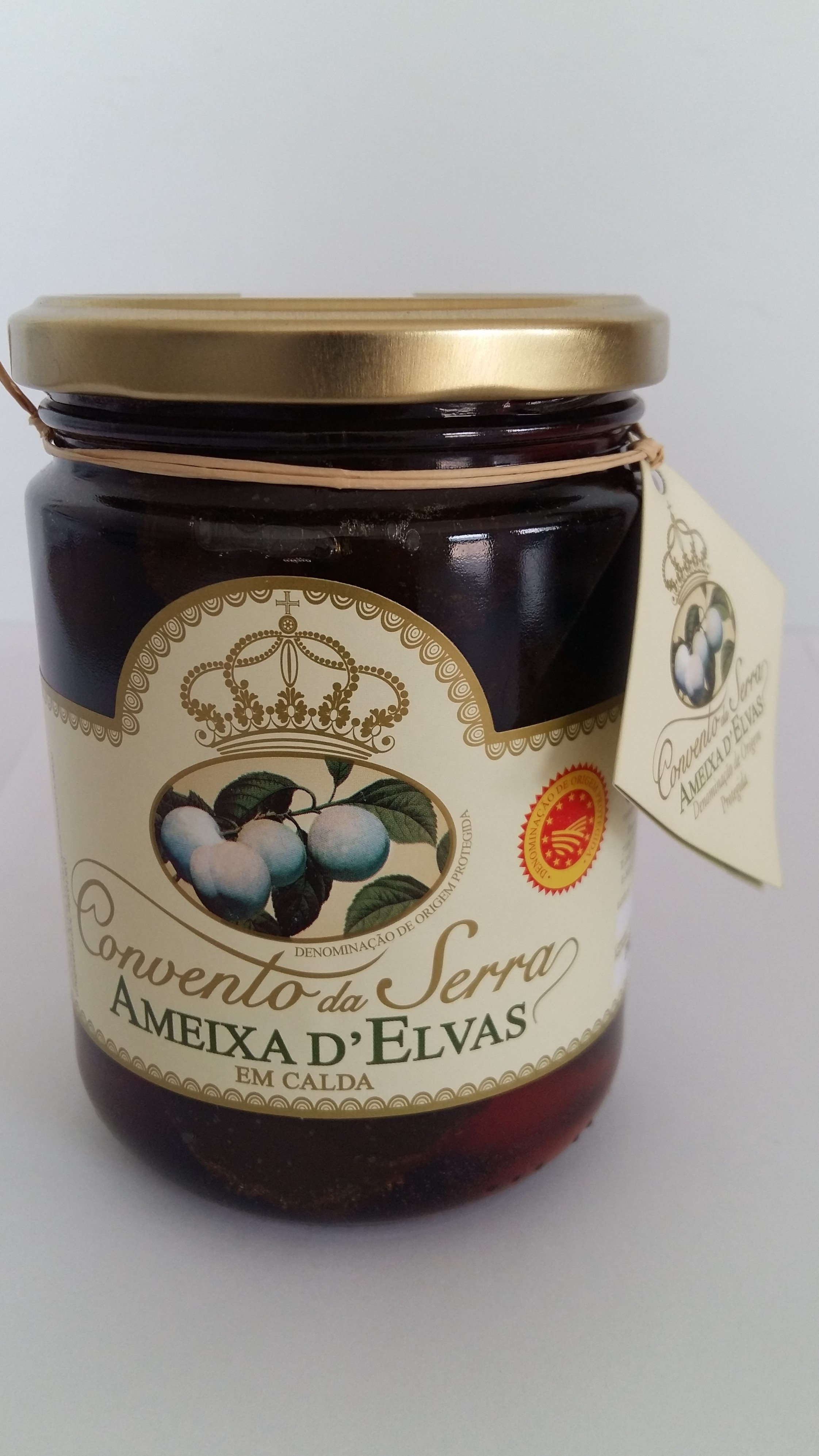
Ameixa D`Elvas em calda

A ameixa d'Elvas DOP é um produto de origem portuguesa com Denominação de Origem Protegida pela União Europeia (UE) desde 21 de junho de 1996. Pertencente à variedade Rainha cláudia da espécie Prunus domestica.

## Agrupamento gestor
O agrupamento gestor da denominação de origem protegida "Ameixa d'Elvas" é a FRUTECO - Fruticultura integrada, Lda.